# Phare de Lundy (Nord)
Le phare nord de Lundy est un phare situé au nord-ouest de l' de île Lundy dans le canal de Bristol du comté de Devon en Angleterre. Il est couplé au phare de Lundy (Sud). Ces deux phares remplacent l'ancien phare de Lundy.
Ce phare est géré par la Trinity House Lighthouse Service de Londres, l'organisation de l'aide maritime des côtes de l'Angleterre.
Il est maintenant protégé en tant que monument classé du Royaume-Uni de Grade II depuis 1991.

## Histoire
Les fondations d'un premier phare sur l'île Lundy, au large des côtes nord du Devon, ont été posées en 1787, mais le premier phare (maintenant connu sous le nom de Old Light) n'a été construit que lorsque Trinity House a obtenu un bail de 999 ans en 1819. En raison de plaintes consécutives à la difficulté d'apercevoir la lumière dans le brouillard, le phare a été abandonné lorsque les deux autres phares ont été construits et mis en service en 1897.
Les deux nouveaux phares ont été construits en 1897 aux extrémités de l'île. Les deux stations de signalisation sont peints en blanc et sont gérées et entretenues par Trinity House.
Le phare Nord mesure 17 m de haut, un peu plus grand que celui du Sud, et a un plan focal de 48 m. Il émet un flash blanc rapide toutes les 15 secondes. À l'origine, le feu était alimenté par brûleur de vapeur de pétrole. Le carburant arrivait par la mer et il était acheminé du quai de débarquement au moyen d'un traîneau et un treuil, et ensuite transporté à l'aide d'un petit chemin de fer (tiré par un treuil). Les vestiges de cette installation sont encore visibles.
Ce système fut abandonné en 1971 et le phare utilisa une lampe alimentée par l'électricité de secteur de l'île. La lumière a été modernisée en 1991 et convertie à l'énergie solaire par des panneaux installés sur l'ancien bâtiment de la corne de brume.
Identifiant : ARLHS : ENG-074 - Amirauté : A5616 - NGA : 6244 .
|                                       |
| sentier menant au phare nord de Lundy |

|                               |
| Le phare sur North West Point |

### Lien connexe
- Liste des phares en Angleterre